# سيث كارلن
سيث كارلن (بالإنجليزية: Seth Carlin)‏ هو عازف بيانو أمريكي، ولد في 8 فبراير 1945 في إيست أورانج في الولايات المتحدة، وتوفي في 28 يوليو 2016 في مون دو مارسان في فرنسا.